# Мария Алексиева
Мария Алексиева е българска художничка.

## Биография и творчество
Мария Алексиева е родена на 3 юли 1976 г. в гр. Бургас.
1990 – 1995 – Средно Хуманитарно Естетическо Училище „Св. св. Кирил и Методий“, Приложен профил с английски език, град Бургас
1996 – 2001 – ВТУ „Св. св. Кирил и Методий“, Православен Богословски Факултет, Степен – Магистър, Специалност – Иконография,
От 1997 г. е член на Дружество на художниците – Бургас.

## Награди
- 2012,13,14 – Номинация за млад художник, ДХБ – Бургас
- 2015 – Номинация за живопис, Регионална изложба Алианц България
- 2015 – Награда Млад художник на името на Руси Стоянов
- 2016 – Награда за живопис на БХГ“Петко Задгорски“, НИ „Приятели на морето“
- 2016 – Специална награда на журито, Остен Биенале, Македония